# Alexandra Neil
Alexandra Neil (Boston, 7 april 1955), geboren als Dianne Alexandra Swift Thompson, is een Amerikaanse actrice.

## Biografie
Neil werd geboren in Boston, en doorliep de high school aan de University-Liggett School in Grosse Pointe. Hierna studeerde zij in 1977 cum laude af met een bachelor of arts in Engels en theaterwetenschap aan de Williams College in Williamstown (Massachusetts). 
Neil begon in 1978 met acteren in de televisieserie Ryan's Hope. Hierna heeft zij nog meerdere rollen gespeeld in televisieseries en films zoals Search for Tomorrow (1984), Another World (1984-1985), Wall Street (1987), As the World Turns (1994-1995), One Life to Live (2006-2007) en Twelve (2010).
Neil is ook naast actrice ook werkzaam als toneelschrijfster, regisseuse en acteerlerares. Zij is actief in het theater, zo speelde zij tweemaal op Broadway. In 2004 in het toneelstuk Match als Lisa en in 2007 in het toneelstuk Rock 'n' Roll als Candida.
Neil is getrouwd en heeft hieruit een kind en woont in New York. 

## Filmografie

### Films
Uitgezonderd korte films.
- 2014 The Longest Week – als Maribel Valmont
- 2014 Listen Up Philip - als Chelsea
- 2012 Simon Killer – als ??
- 2010 Nonames – als mrs. Ellis
- 2010 Twelve – als Mimi Kenton
- 2008 Afterschool – als Gloria Talbert
- 2006 508 Nelson – als Tammy Millar
- 2003 Something's Gotta Give – als oude vriendin van Harry
- 2003 Marci X – als vrouw op veiling
- 1999 Suits – als Sally Parkyn
- 1989 Longtime Companion – als Soap actrice
- 1989 See No Evil, Hear No Evil – als Sally
- 1987 Wall Street – als lift persoon
- 1983 Sessions – als vriendin van Josh

### Televisieseries
Uitgezonderd eenmalige gastrollen.
- 2016 Madoff - als Monica Noel - 4 afl.
- 2006 – 2007 One Life to Live – als Paige Miller – 50 afl.
- 1994 – 1995 As the World Turns – als Dawn Wheeler - ? afl.
- 1987 – 1988 The Guiding Light – als Rose McClaren Shayne - ? afl.
- 1984 – 1985 Another World – als Emily Benson - ? afl.
- 1984 Search for Tomorrow – als Gwen - ? afl.
- 1981 – 1982 Texas – als Ruby Wright – 29 afl.
- 1978 – 1979 Ryan's Hope – als Poppy Lincoln / Teresa Donahue – 71 afl.